# Trabzon
Trabzon (în greacă Τραπεζοῦς, transliterat: Trapezûs, respectiv Τραπεζούντα, transliterat: Trapezúnta), este un oraș din nord-estul Turciei, situat pe coasta Mării Negre. Este capitala provinciei Trabzon. În istoriografie este cunoscut sub numele de Trapezunt.
De-a lungul istoriei Trapezuntul a constituit un important nod comercial și cultural datorită locației sale strategice, care leagă estul de vest (Asia-Europa) și nordul de sud (Rusia-Orientul Mijlociu). Trebizonda a fost capitală imperiului cu același nume (1204-1461). La recensământul din 2006 populația orașului era de 275.137 de locuitori.
Denumirea Trapezunt provine din greaca veche, în care trapezul însemna „masă”, respectiv „câmpie”. Numele a fost dat de comercianții greci din Milet care s-au stabilit aici în anul 756 î. d. H și au întemeiat o colonie.

## Istorie

### Antică și medievală
Inițial orașul s-a numit Trebizond (Τραπεζοῦς) și a fost fondat de către comercianții greci din Milet (aproximativ în anul 756 î.C.).
Era unul dintre cele zece emporii Milesiene (colonii comerciale) de-a lungul coastelor Mării Negre. Ca multe alte colonii grecești, orașul era o mică enclavă grecească și nu un imperiu.
Partenerii comerciali ai Trebizondei erau Mossynoecii. Când Xenophon și cei "zece mii" de mercenari greci s-au luptat pentru a scăpa din Persia, primul oraș în care au poposit a fost Trebizonda (Xenophon, Anabasis, 5.5.10).
Orașul a fost inclus în regatul Pontului de către Mithridates VI Eupator și a devenit portul de bază pentru flota pontică.
Când regatul a fost anexat la provincia romană Galatia, în anii 64–65, flota a trecut sub o nouă comandă, devenind Classis Pontica. Trapezuntul a câștigat în importanță sub guvernarea romană în primul secol d.C., datorită căii de acces către Pasul Zigana, de la frontiera armeană către valea fluviului Eufrat. S-au construit noi rute comerciale din Persia și Mesopotamia, în timpul domniei împăratului Vespasian, iar în timpul împăratului Hadrian portul a fost consolidat.
Orașul a fost devastat de către goți în anul 258 și, cu toate că a fost reconstruit ulterior, nu și-a mai recâștigat importanța comercială până în secolele VIII-X.
În timpul Cruciadei a patra, în 1204 a fost fondat un stat bizantin condus de membri ai dinastiei Comnen, cu sprijinul reginei Tamara a Georgiei, numit Imperiul Trapezuntului, care a durat până în anul 1461, când conducătorul său, David al II-lea al Trapezuntului, s-a predat lui Mehmed II, sultanul Imperiului Otoman. După cucerirea otomană a urmat o colonizare masivă a orașului, însă vechile comunități armene și grecești au continuat să coexiste alături de cuceritori. În ultima perioadă a stăpânirii otomane, orașul a păstrat o puternică influență creștină.

### Era Modernă
În anul 1901 portul Trebizonda a fost echipat cu macarale de către inginerii englezi Stothert și Pitt din Bath. Orașul a constituit cheia bătăliei dintre Imperiul Otoman și armatele rusești, în timpul Campaniei Caucaziene, în primul război mondial. Trebizonda a fost capturat de către armata rusă, aflată sub comanda Marelui Duce Nicolae, în aprilie 1916. După Tratatul de la Sèvres și apoi în urma Tratatului de la Lausanne, Trebizonda revine Turciei. După primul război mondial, în publicațiile europene începe din ce în ce mai mult să fie adoptate denumirile turcești pentru orașele aflate pe teritoriul Turciei, în pofida celor tradiționale grecești sau romane, astfel Trebizonda devine cunoscut ca Trabzon.
În timpul celui de al doilea război mondial, activitatea navală a fost limitată, datorită faptului că Marea Neagră era zonă de conflict. Datorită acestui fapt a scăzut foarte mult exportul, în special al tutunului, ceea ce a condus la degradarea standardului de viață al populației.
Ulterior, ca rezultat al dezvoltării generale a țării, Trabzon a cunoscut de asemenea o înflorire a vieții economice și comerciale. S-a construit o autostradă și un nou port, care au condus la creșterea relațiilor comerciale cu Anatolia. Cu toate acestea, progresul a fost mai mic, în comparație cu zonele occidentale ale Turciei.
Trabzon este faimos în întreaga Turcie datorită hamsiilor, care constituie principalul fel de mâncare în majoritatea restaurantelor din oraș. Din Trabzon se exportă în principal ceai și alune.
Orașul are în continuare o importantă comunitate de musulmani vorbitori de limba greacă. Limba Pontică (de origine greacă, cunoscută ca Ποντιακά, Pontiaka) este însă vorbită azi doar de generațiile în vârstă.
Trabzon mai este cunoscut și ca un centru ultra-naționalist. În aprilie 2006, preotul catolic Andrea Santoro a fost ucis în biserica sa din Trabzon. Ogün Samast, suspectat din ianuarie 2007 pentru uciderea intelectualului armean Hrant Dink este de asemenea originar din Trabzon.

## Geografie și climă
Provincia are o suprafață de 4.685 km² și se învecinează cu provinciile Rize, Giresun și Gümüșhane. Din întreaga suprafață, 22,4% este constituită din câmpie, iar 77,6% zonă deluroasă.
Râuri: Değirmendere (inițial, Piksidis), Yanbolu, Fol, Karadere, Koha, Sürmene (inițial, Manahos), Solaklı, Baltacı și İyidere (inițial, Kalopotamos).
Lacuri: Çakırgöl, Uzungöl, Serra Gölü.

### Climă
Trabzon are o climă tipică Mării Negre, cu temperaturi ajungând până la 27 °C în timpul verii. Iernile sunt reci, cea mai coborâtă temperatură ajungând la circa 5 °C în Ianuarie. Temperatura apei fluctuează între 10°–20 °C de-a lungul anului.
| Date climatice pentru Trabzon                          | Date climatice pentru Trabzon | Date climatice pentru Trabzon | Date climatice pentru Trabzon | Date climatice pentru Trabzon | Date climatice pentru Trabzon | Date climatice pentru Trabzon | Date climatice pentru Trabzon | Date climatice pentru Trabzon | Date climatice pentru Trabzon | Date climatice pentru Trabzon | Date climatice pentru Trabzon | Date climatice pentru Trabzon | Date climatice pentru Trabzon |
| Luna                                                   | Ian                           | Feb                           | Mar                           | Apr                           | Mai                           | Iun                           | Iul                           | Aug                           | Sep                           | Oct                           | Nov                           | Dec                           | Anual                         |
| ------------------------------------------------------ | ----------------------------- | ----------------------------- | ----------------------------- | ----------------------------- | ----------------------------- | ----------------------------- | ----------------------------- | ----------------------------- | ----------------------------- | ----------------------------- | ----------------------------- | ----------------------------- | ----------------------------- |
| Maxima medie °C (°F)                                   | 10.9 (51,6)                   | 11.0 (51,8)                   | 12.1 (53,8)                   | 15.5 (59,9)                   | 19.1 (66,4)                   | 23.5 (74,3)                   | 26.2 (79,2)                   | 26.7 (80,1)                   | 23.8 (74,8)                   | 20.1 (68,2)                   | 16.5 (61,7)                   | 13.2 (55,8)                   | 18,22 (64,79)                 |
| Media zilnică °C (°F)                                  | 7.4 (45,3)                    | 7.3 (45,1)                    | 8.6 (47,5)                    | 11.8 (53,2)                   | 16.0 (60,8)                   | 20.4 (68,7)                   | 23.2 (73,8)                   | 23.4 (74,1)                   | 20.3 (68,5)                   | 16.5 (61,7)                   | 12.7 (54,9)                   | 9.6 (49,3)                    | 14,8 (58,6)                   |
| Minima medie °C (°F)                                   | 4.7 (40,5)                    | 4.4 (39,9)                    | 5.5 (41,9)                    | 8.8 (47,8)                    | 12.9 (55,2)                   | 17.1 (62,8)                   | 20.1 (68,2)                   | 20.4 (68,7)                   | 17.3 (63,1)                   | 13.6 (56,5)                   | 9.8 (49,6)                    | 6.7 (44,1)                    | 11,78 (53,2)                  |
| Minima istorică °C (°F)                                | −6 (21,2)                     | −6.1 (21)                     | −5 (23)                       | −2 (28,4)                     | 5.4 (41,7)                    | 9.2 (48,6)                    | 13.5 (56,3)                   | 13.8 (56,8)                   | 8.5 (47,3)                    | 3.4 (38,1)                    | 0.6 (33,1)                    | −3.1 (26,4)                   | −6,1 (21)                     |
| Precipitații mm (inches)                               | 73.3 (2.886)                  | 60.2 (2.37)                   | 59.1 (2.327)                  | 58.7 (2.311)                  | 51.8 (2.039)                  | 51.4 (2.024)                  | 34.7 (1.366)                  | 43.1 (1.697)                  | 76.1 (2.996)                  | 113.9 (4.484)                 | 94.5 (3.72)                   | 82.0 (3.228)                  | 798,8 (31,449)                |
| Umiditate [%]                                          | 69                            | 69                            | 73                            | 75                            | 77                            | 75                            | 73                            | 73                            | 74                            | 73                            | 70                            | 68                            | 72,4                          |
| Nr. mediu de zile ploioase                             | 13.2                          | 12.7                          | 14.2                          | 14.9                          | 13.5                          | 11.3                          | 8.3                           | 9.4                           | 11.8                          | 13.2                          | 12.4                          | 13.1                          | 148                           |
| Ore însorite                                           | 83.7                          | 89.6                          | 105.4                         | 129.0                         | 176.7                         | 210.0                         | 179.8                         | 167.4                         | 150.0                         | 133.3                         | 108.0                         | 80.6                          | 1.613,5                       |
| Sursa nr. 1: Devlet Meteoroloji İșleri Genel Müdürlüğü |                               |                               |                               |                               |                               |                               |                               |                               |                               |                               |                               |                               |                               |
| Sursa nr. 2: Weatherbase                               |                               |                               |                               |                               |                               |                               |                               |                               |                               |                               |                               |                               |                               |

## Monumente
- Catedrala Sfânta Sofia din Trabzon, monument din sec. al XIII-lea (în prezent moschee)
- Biserica Sfântul Grigore din Trabzon⁠(en)[traduceți], monument din sec. al XIII-lea, dinamitat în anul 1930

## Personalități
- Sfântul Ioan cel Nou (1300-1332), negustor creștin ortodox grec, martirizat în Cetatea Albă. Moaștele sale au fost aduse la Suceava de Alexandru cel Bun în 1402.
- Bessarion (1403-1472), cardinal grec refugiat în Italia
- Hurmuz Aznavorian (1888-1961), avocat armean, rudă cu Charles Aznavour, activ în România
- Oktay Rifat (1914–1988), jurist și scriitor
- Burak Yeter (n. 1982), producător și DJ